# Spilosoma fuscifrons
Spilosoma fuscifrons är en fjärilsart som beskrevs av Walker 1864. Spilosoma fuscifrons ingår i släktet Spilosoma och familjen björnspinnare. Inga underarter finns listade i Catalogue of Life.